# ギャプラス
『ギャプラス』 (GAPLUS) は、ナムコ（現バンダイナムコアミューズメント）から1984年4月に発表されたシューティングゲーム。1981年9月に発表された同社の『ギャラガ』の続編として登場。ゲームデザイナーは中谷始（現バンダイナムコスタジオ代表取締役）、BGM作曲は本作が実質的なデビューとなる小沢純子。のちにUGSFシリーズに組み込まれている。米国ではミッドウェイから『GAPLUS』（日本と同タイトル）と『Galaga 3』（ギャラガ3）のタイトルで販売された。
『ギャラクシアン』『ギャラガ』では、自機は画面下端で左右の2方向しか移動することができなかったが、『ギャプラス』では画面下半分の範囲を8方向に移動することができるようになり、アイテムによってさまざまな種類のパワーアップが可能となっている。また、敵キャラクターの種類やデザインも増えた。

## ストーリー
かつて銀河連合軍との戦いに敗れた、ギャラクシアン、ギャラガと呼ばれていたエイリアンは、第三世代となっていた。彼らは進化によって三種族に分化し争い合っていたが、第三種族が他族を圧してギャプラス帝国を築き上げたのである。三度宇宙制圧をもくろんだ彼らは、銀河連合軍に対して攻撃を開始してきた。戦闘のさなか、銀河連合軍は開発段階にある秘密兵器ブラスターヘッドをギャプラスに奪われてしまった。ブラスターヘッドの機密を守るべく、奪還命令を受けたファイターは宇宙へと飛び立ったのである。

## 基本的なゲーム展開
自機ファイターを操り、次々に来襲してくるギャプラス編隊を倒していく。
各ステージは「PARSEC（パーセク）」と呼ばれる単位で区分されている。ギャプラス編隊が全部揃う前に自機が破壊されてしまった場合は、そのPARSECの最初からやり直しとなる。ギャプラス編隊が揃うと真っ先にボスであるQUEENが単体で攻撃を始め、続いて他の敵キャラクターも単体または編隊を組んで攻撃をしかけてくる。敵を倒したときのスコアは、待機中よりも攻撃中の方が高くなっている。QUEENはブラスターヘッドを持っていることが多く、そのQUEENを倒すことによりブラスターヘッドを入手することができ、それにより自機をパワーアップさせてギャプラス軍を迎え撃つ。ギャプラス編隊がある程度倒されると、またどこからか別のギャプラス小編隊が現れてくる。これも撃破して全てのギャプラス編隊がいなくなるとそのPARSECはクリアとなり、次のPARSECと進む。
途中、ボーナス点などを得られるチャレンジングステージがある。その次のPARSECは必ず「逆襲面」となっており、背景の星が高速に逆流し、QUEENがブラスターヘッドを持たず、ギャプラス編隊の動きなどが速くなる。PARSECが進むにつれて敵の動きが速くなり、多彩な攻撃もしかけてくることにより、難易度が上がっていく。
ファイターが敵キャラクターと衝突したり、敵弾を被弾したりすると爆発してミスとなり、残機を1機失う（ただし、チャレンジングステージではミスにならない）。すべてのファイターを失うとゲームオーバー。ループゲームであり、エンディングはない。
残機は以下のときに追加（エクステンド）される。
- 一定のスコアに到達した場合。工場出荷設定では、5万点、15万点、以降15万点ごとで、店舗の設定により変更されている場合がある。
- 一定条件（スコアによる）でときどき現れる「ファイターのパーツ」を持ったQUEENを倒し、3つ集める。なお、ゲームオーバー時に残っていた余剰パーツは次のプレイに持ち越される。
- 隠しアイテムであるスペシャルフラッグを取得する。
- チャレンジングステージで「EXTEND」の文字を完成させる。

## 登場キャラクター

### 自機
ファイター
ギャプラス軍と戦うための戦闘機。ギャプラス編隊のボスである「QUEEN」の持つ「ブラスターヘッド」を入手することにより、さまざまなパワーアップが可能となる。また、ファイターには2種類が存在し、それぞれで若干性能が異なる。パワーアップの種類とファイターの種類については後述。

### 敵キャラクター
ギャプラス編隊のキャラクターは以下の通りで、それぞれに第1種族・第2種族・第3種族という3つの種族が存在する。ゲームの設定では、ギャプラス編隊の中では第3種族が最も知能が高く、支配力があるとされている。また、ギャプラス編隊の敵は何度も撃ち逃がして飛行させ続けると、そのうち画面外に出た際に消えていなくなる。
QUEEN
ギャプラス編隊を率いるボス。1編隊に1匹登場する。ブラスターヘッドを持っていることが多い。また、耐久力があり、基本的に2発撃ち込まなければ倒すことができない。ただし、ファイターのパーツを持って登場するQUEENは1発だけでも倒せる。倒した時のスコアは、待機中100点、攻撃中400点。
ADO
倒した時のスコアは、待機中100点、攻撃中400点。
CAP
倒した時のスコアは、待機中100点、攻撃中300点。
LUTE
倒した時のスコアは、待機中100点、攻撃中200点。
ZAKO
倒した時のスコアは、待機中も攻撃中も100点。
ビーンカード
PARSEC 13 以降で登場。敵キャラクターを倒したあと、自機めがけて向かってくる白色の物体。破壊不能で、当たるとミスになる。いわゆる撃ち返し弾のようなものだが、倒された敵の変身攻撃ということになっている。由来は「豆腐の角に頭をぶつけて死んでしまえ」より。
スターフラッシュ
PARSEC 5 以降で登場。ギャプラス編隊が揃った後に出現する。彼方から現れたかと思うと、自機の前で4方向に分散する。自機のビームを当てることにより、止めて消滅させることができる。

### 隠しキャラクター
スペシャルフラッグ
スペシャルフラッグを出せる対象のPARSECは、QUEENを除く42体のギャプラス隊列が揃うステージで、隊列が揃わない逆襲ステージは出現しない。対象PARSEC内で、1PLAYER側の現在のスコアとPARSEC数の法則で定められた特定の敵を最初に倒すと出現する。スペシャルフラッグが画面上に残っている間は、出現条件を何度も満たしても、次のスペシャルフラッグは出ない。出現位置は、ギャプラス編隊寄りの前方。出現に成功し、自機をその上に通過して回収すると残機が1機追加（エクステンド）される。
流れ星
スコアの百の位＆万の位、または千の位＆十万の位が同じ数字（10100、20200、101000、202000など）になると画面左上から画面中央右端のあたりにかけて流れ星が飛ぶ。自機が流れ星に当たるとミスとなる。

## 自機パワーアップの種類
ブラスターヘッドは、それを持った攻撃中のQUEENを撃ち倒すことにより入手ができる。QUEENは1回目の攻撃後は隊列に戻るが、2回目の攻撃後は画面横へと飛び去ってしまうため、それまでにQUEENを倒すこと。
ブラスターヘッドを獲得すると、ヘッドは回転しながら画面下へと向かってくる。この時ファイターは画面の中央に自動的に移動させられ、装着後にそれぞれのヘッドの効果が発動する。ファランクスやサイクロン装着中の自機は完全無敵状態になり、ヘッドの効果が切れた後は0.8秒間無敵時間がある。他のヘッドは装着後約3秒間の無敵時間が存在するため、装着演出時に敵にまとわりつかれていてもミスになることはない。
ブラスターヘッドによるパワーアップの種類は以下の通り。なお、括弧内はブラスターヘッドの色を示す。
ファランクス（赤）
トラクタービームを発射して敵を捕らえる。捕らえた敵は、自機の左右に分身として並列配置される。捕らえられる敵は最大6匹まで。捕らえた敵の数が多いほど攻撃範囲が広くなるが、自機の動ける範囲は配置された敵が画面外に出ない範囲のため、動ける範囲が狭くなる弱点もある。PARSEC 1 と、チャレンジングステージ前のPARSECで登場する。ただし、ファランクスで捕らえた敵が残っていると、それ以降のPARSECではブラスターヘッドは出現しない。
ハイパー（青）
自機の移動速度とビームの速度が上がり、撃てる弾も単発から双発になる。自機が破壊されるまで有効。装着したまま次の出現ステージまで行くと出現しない。
サイクロン（緑）
サイクロンビームを発射して敵を捕らえ、捕らえた敵を攻撃する。捕らえた敵をまとめて攻撃すると、得点が200点から最大6400点まで倍ずつ上がっていく。サイクロンビームを発射している間は自機は無敵だが、左右2方向しか動けなくなる。ブラスターヘッドを取ってしばらくの間有効。10ステージごとに出現。
エレファント（桃）
背景の星の流れる方向がタテからヨコに変わり、敵キャラクターの動きが遅くなる。ただし、敵の放つ弾などのスピードは変わらない。そのPARSECだけ有効。
サイドワインダー（青緑）
自機のヨコ方向の動きに合わせて、発射したビームを誘導できるようになる。自機が破壊されるまで有効。ただし変身後（後述）の自機の場合、3発目の弾は誘導できずにまっすぐ飛ぶ。
スターダスト（黄）
敵の放つ弾やビーンカード、スターフラッシュを星屑と化して消滅させられる。ブラスターヘッドを取ってしばらくの間（ステージを超えて）有効。
出現するブラスターヘッドは、各PARSECによって決まっている。

## 自機・ファイターの変身
前述の通り自機には2種類ある。1つはゲームスタート時のデザインのもので、発射できるビームは2連射。もう1つはコクピット左右後方に2基のエンジンが付いたデザインで、発射できるビームが3連射になり横方向の移動速度が速い。後者は通称「アブノシップ」と呼ばれる。「アブノシップ」形態は、クイーンに体当たりをする方法を行った場合の変身は、自機がミスしても有効かつ、2人交互プレイ時にも変身した状態が続く。ただしQUEENに体当たりしないで、下記で説明しているPARSEC31などの対象のブラスターヘッド装着による変身を行った場合は、その自機のみ変身となり、ミスすると変身が解けてしまう（AC版は全残機とも変身し、ミスしても変身は解けない）。
3連射できる自機に変身させるには2通り。1つはPARSEC1でスペシャルフラッグを出現させた後、QUEENに自機を体当たりさせるというもの。PARSEC1で変身する場合はQUEENに体当たりするときに得点が100点以外だったり、ブラスターヘッドに体当たりしてしまったり、スペシャルフラッグを取ってしまうと「失敗」となる。もう1つはPARSEC31以降でブラスターヘッドを装着するというもの。PARSEC31以降15毎に出現するブラスターヘッド（エレファント）を入手することにより変身ができる。ただし、変身状態になるのはその自機のみ（AC版は全残機とも変身）。PARSEC31以降の1桁目が1のPARSECではギャプラス編隊の動きが異常に速いので難易度が高い。PARSEC1の方法だと自機を1機失ってしまうものの弾を撃たずに待ちよけいなことをせずスペシャルフラッグを出現させクイーンに体当たりすることで安定して行え、また初心者もそれを見て簡単に習得することができるため多くのプレイヤーがPARSEC1の方法を実践していた。逆に上級者はどちらのファイターのプレイングでも問題無いため、自機減らし行為は行わずPARSEC31以降の変身を選択していた。
3連射バージョンの3発目の弾は貫通弾になっており、射線軸上の敵は全滅させることができる。貫通弾は通常弾が画面内に2発存在するときにボタンを押すと発射される。貫通弾を発射する前に先に発射した通常弾が（敵にヒットするなどして）1発でも消えると、次の発射されるのは通常弾である。チャレンジング・ステージでは、貫通弾は敵をうまく弾けないので、画面内に3発目の弾が出ないように、自機に引き付けて撃つなどの工夫が必要。
3連射のほうの自機は、『スターイクシオン』では、「オウガヘッダー」という名前で登場している。ブラスターヘッド装着も可能。

## PARSEC（パーセク）・ステージ
ギャプラスでのステージの単位はPARSEC（パーセク）と呼び、PARSEC開始時に現在のPARSEC数が表示される。例外としてチャレンジングステージはPARSECは表示されないが、内部的にカウントされている（例 PARSEC2の次がチャレンジングステージの場合は、それをクリアするとPARSEC4が始まる）。PARSECが進むにつれて敵の動きが速くなり、多彩な攻撃もしかけてくることにより、難易度が上がっていく。
逆襲面
チャレンジングステージの次のPARSECは必ず「逆襲面」となっている。音楽が通常のステージと異なり、背景の星が高速に逆流し、ブラスターヘッドを持たないQUEENが登場する。
PARSECのカウント数
パーセクは1 - 99で表示される。パーセク100の桁は無いので、パーセク100、パーセク200はパーセク1の表示に戻る（内部で数がカウントされているので、スタート時のパーセク1の内容に戻るわけではない）。また、パーセク数258（256ステージ）をクリアすると、オーバーフローによって、スタート時と全く同じパーセク1に戻る。

## チャレンジングステージ
最初はPARSEC2の後、その後は3つ・4つのPARSECをクリアする毎に「チャレンジングステージ」が登場する。ギャラガと異なるのは、「敵をいくつ倒したか」ではなく「敵に何発弾を当てることができたか」で得点が増えるということである。敵は攻撃してこないし、敵に当たってもミスにはならない。
最初、1〜4匹の第3種族のZAKOがゆっくり飛来してくる。チャレンジングステージによっては、変則的な動きをして飛来してくるものもある。あとは「お手玉」の要領で左右にはじき飛ばされる敵に弾を当てていく。何度か弾を当てているとだんだんと敵の動きも速くなってくる。一定量の弾を受けた敵は画面右へ高速で逃げ去っていくが、その右へ逃げていくのを追いかけながら、さらに連射で撃ち続けると、また初回のスピードに戻り、また加速していき、これを繰り返すプログラムになっている。ブラスターヘッドの「ファランクス」で自機の攻撃範囲を広めておけば有利になる。なお、「お手玉」の有効回数は最大165回で、それ以上は得点に反映されない。
アーケード版、アーケードアーカイブス版は、シンクロ連射と呼ばれる秒間30発の連射を利用時は、ZAKOをギリギリまで引き付けてシンクロ連射攻撃をすることで、敵がお手玉のように弾かれずに固定されたままになり、ZAKO1体でチャレンジングステージを満点にすることが可能となる。
敵に弾を当てると画面に文字が出てくる。文字を完成させると、その分得点が加算されたり、様々なイベントも発生することがある。文字の種類と文字完成時の効果を以下で紹介する。
BONUS
10000点ボーナス。最高得点35,800点
GAPLUS
ルーレットボーナスあり（10,000〜40,000点）。最高得点65,200点
DOUBLE
取った得点が2倍になる。最高得点50,600点
TRIPLE
取った得点が3倍になる。最高得点78,300点
GOOD!!
ルーレットボーナスあり（0〜70,000点）。最高得点95,500点
LUCKY
ファイターのパーツが1つ追加される。ただし、パーツを既に2種類持っていても3種類目が追加されることはない。最高得点27,200点
BYE BYE
持っているファイターのパーツが1つ失われる。パーツを全く持っていない場合は影響なし。最高得点25,000点
EXTEND
自機が1機追加される。最高得点25,000点
「EXTEND」まで進むと次はまた「BONUS」に戻り、以降それが繰り返される。

## ネームエントリー
ネームエントリーでは、名前3文字のみ入力できた当時のほかのナムコ作品と異なり、名前をアルファベット6文字分入力できるほか、年齢（任意の数字とスペースから2文字）と血液型（「A」「B」「O」「?」とスペースから2文字）も入力できる。ただし、海外版『GAPLUS』、『Galaga 3』では名前入力は3文字のみとなっている。
名前を「JHIMYJ」、年齢を「00」、血液型を「OO」と入力すると、以降電源を切るまで、残機8機を持ってゲームスタートできる。また、名前を「JNIWAR」、年齢を「28」、血液型を「OO」と入力すると、開発者からの隠しメッセージが表示される。この画面を表示するとここから動かなくなるため、次のゲームを開始するには電源を入れ直す必要がある。

## 移植作品
PC-9800シリーズ版
キャリーラボから1986年1月に発売。アーケード版は縦長の画面のため、横長のパソコン用ディスプレイでは完全移植が難しかったが、この移植版ではディスプレイを縦置きにすることで高い移植度を実現した。ただし、通常のディスプレイは横置き使用専用に設計されているため、仕様として縦置き使用ができるディスプレイを使わないと故障の原因となる。残機設定・無敵設定などクリア範囲に応じて設定可能項目が増えていくようになっていた。また、別売のFM音源ボードにも対応していた。
プレイステーション版
1996年2月9日発売の『ナムコミュージアム VOL.2』に収録。解像度の都合上、通常の横画面ではスコアなどの画面構成がアーケード版と異なり、ゲームフィールドの縦が短く自機と敵の距離が近いが、PC-9800シリーズ版と同様に画面を縦向きにして、アーケード版と同じ画面構成で遊べるモードを備える。
2013年12月11日より、ゲームアーカイブス(PS3・PSP・PS Vita)で『ナムコミュージアム VOL.2』が配信開始。
Let's!TVプレイCLASSIC
2006年3月31日発売の『ナムコノスタルジア2』に収録。通常の『ギャプラス』のほかに、チャレンジングステージがメインとなり、5ステージごとにボスキャラクターが出るアレンジ版の『ギャプラスファランクス』が収録されている。
携帯アプリ
2006年より提供開始。
Wii版
2007年12月6日発売の『みんなで遊ぼう!ナムコカーニバル』に収録。
縦480ピクセルに解像度が上がり、横長の画面でも表示が可能になった。左右の余白はイラストで埋められていた。
Wii版（バーチャルコンソールアーケード）
2009年3月26日より配信開始、2019年1月31日新規購入終了。左右の余白は「ARCADE GAME」という文字列で埋められていた。
スマートフォンアプリ版（iOS）
2011年6月9日配信開始の無料アプリ『Galaga 30th Collection』の有料アドオン『Gaplus G 30th Edition』として提供開始。プレイするごとに貯まっていく「ギャラガポイント」によるパワーアップアイテムの購入や、制限時間内に素早く敵を倒しながらハイスコアを目指すスコアアタックモードなどのアレンジ要素が追加されている。2017年3月配信終了。
ナムコットコレクション版 (Nintendo Switch)
パッケージ版＋DLC10本の購入、もしくはダウンロード版＋DLC20本の購入で追加される特典ソフトで、グラフィック含めてファミコンの実機で動くようにアレンジ・プログラミングした仮想のファミコン版となっている。
開発はレトロアーケードゲームの移植を多く手がけるM2が行った。架空のナムコットブランド販売作品として新たな通し番号が割り振られている。
アーケードアーカイブス版 (PlayStation 4 / Nintendo Switch)
2022年4月21日より配信開始。OLDバージョンとNEWバージョンを収録。「こだわり設定」にてゲームスピードの調整、隠し難易度の変更、更にOLDバージョンでは特定の条件で発生するデモ中の総攻撃を再現するか否かといったことの設定が可能。

## その他・エピソードなど
- 2PLAYER側のスペシャルフラッグの出現位置は、2PLAYER側のスコアは関係せず、1PLAYER側の点数に対応している。1PLAYERのスコアを調整することにより、2PLAYER側はスペシャルフラッグを出すために撃つ敵の場所を、撃ちやすい敵の場所に調整することが可能になる。2PLAYER側が撃ちやすい最下段左端の敵を撃ってスペシャルフラッグを出すための準備する例として、2PLAYER側が10面の場合は1PLAYER側はその敵に対応するスコア1700点にしておくと、2PLAYER側はスペシャルフラッグを容易に出せる。これを利用し、とある仕込みをすると、2PLAYER側は自機が死んでもそのステージの最初（編隊が組まれる前）から始まるようになり、スペシャルフラッグを取って死んで…を繰り返せる事実上の永久パターンとなる。10面、20面、30面の各サイクロンヘッドが出現するステージで、スペシャルフラッグを出して取り、ヘッドを回収しある程度スコアを稼ぎ、敵を全滅させずに自爆…を繰り返すと短時間で1千万点到達が数時間で可能となる（通常PLAYで1千万点到達には6〜7時間ほどかかる）。
- テレビ番組『痛快なりゆき番組 風雲!たけし城』でゲームのテーマ曲がBGMとして使用されたことがある。
- 『月刊少年チャンピオン』で連載されていた出井州忍の漫画『セーラにおまかせ』でギャプラスの固有名詞と共に、ザコ敵が登場する。
- 『ワギャンパラダイス』で「ワギャプラス」というタイトルで隠しボーナスゲームとして収録されている。なお、ハイスコアの表示は76,500だが自機の得点表示は57,300となっている